# Ruslan Medzhitov
Ruslan M. Medzhitov (Tashkent, 1966) é um imunologista usbequistanês.
Trabalha na Universidade Yale. Recebeu juntamente com Jules Hoffmann e Bruce Beutler o Prêmio Shaw de Biologia e Medicina de 2011.